# 桃林寺 (台東区)
桃林寺（とうりんじ）は、東京都台東区にある臨済宗妙心寺派の寺院。

## 歴史
1611年（慶長16年）、南雄によって開山された。南雄は武蔵国埼玉郡日出安村（現・埼玉県加須市）の保寧寺を中興した僧侶である。
奥平信昌・亀姫夫妻は、南雄の法話を聴聞して、帰依の念を篤くし、夭折した子の松平家治の菩提を弔うため、家治を開基とする寺を創建した。寺号は家治の戒名に由来する。
元々は八丁堀に位置していたが、1635年（寛永12年）に現在地に移転した。

## 交通アクセス
- 田原町駅より徒歩3分（経路案内）。